# ロシア・グルジア友好のモニュメント
パノラマグダウリあるいはゲオルギエフスク条約モニュメント（旧称：ロシア・グルジア友好のモニュメント）は、ゲオルギエフスク条約 200 周年とソビエトグルジアとソビエト ロシアの継続的な友好を祝うために 1983 年に建てられたモニュメントである。スキーリゾートの町グダウリと十字架峠の間のグルジア軍道沿いに位置する。このモニュメントは、コーカサス山脈の悪魔の谷を見下ろす大きな円形状の石とコンクリートの構造物である。モニュメントの内側には、建物の全周に広がる大きなタイル壁画があり、グルジアとロシアの歴史の場面が描かれている。

## ギャラリー

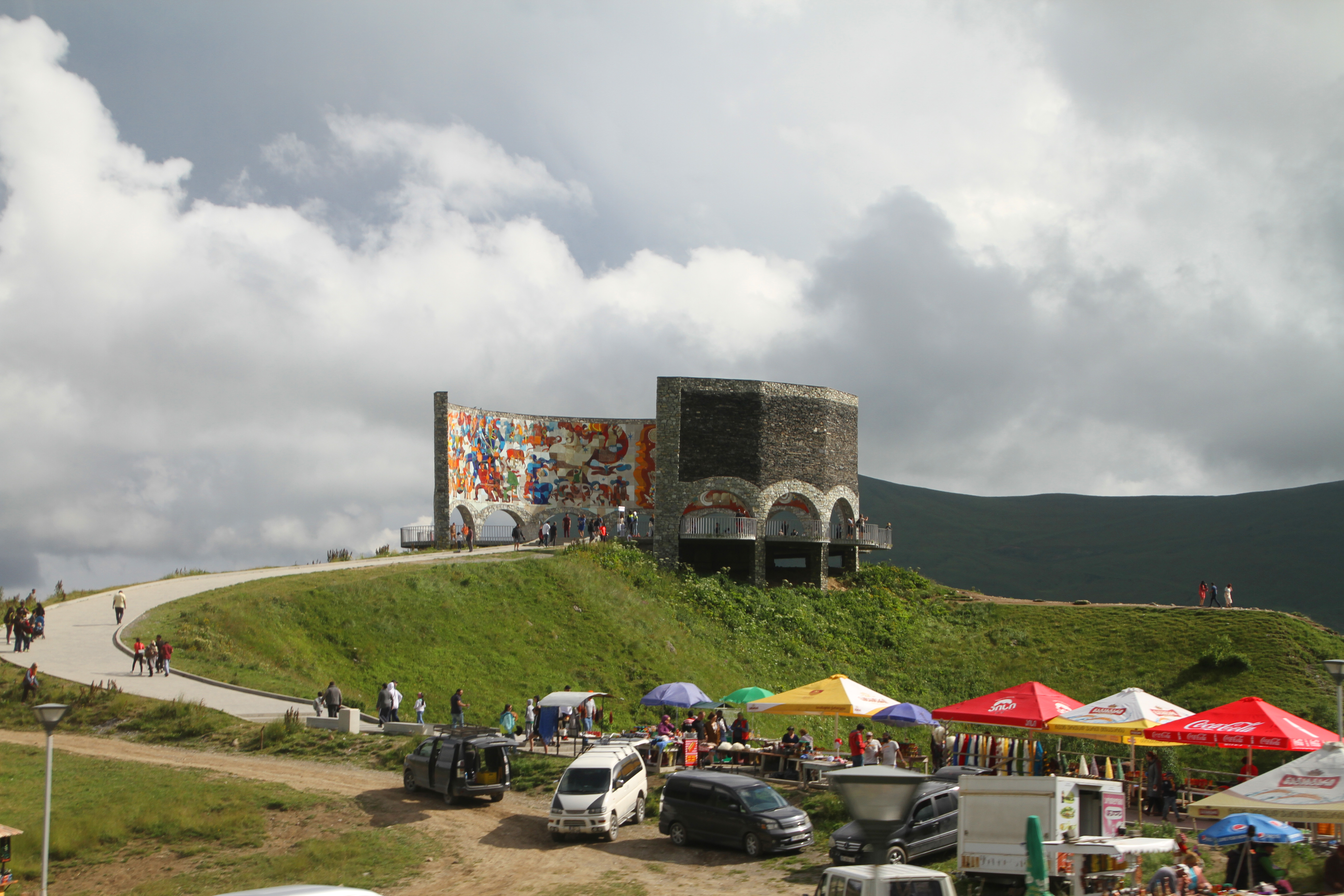
モニュメントへの道
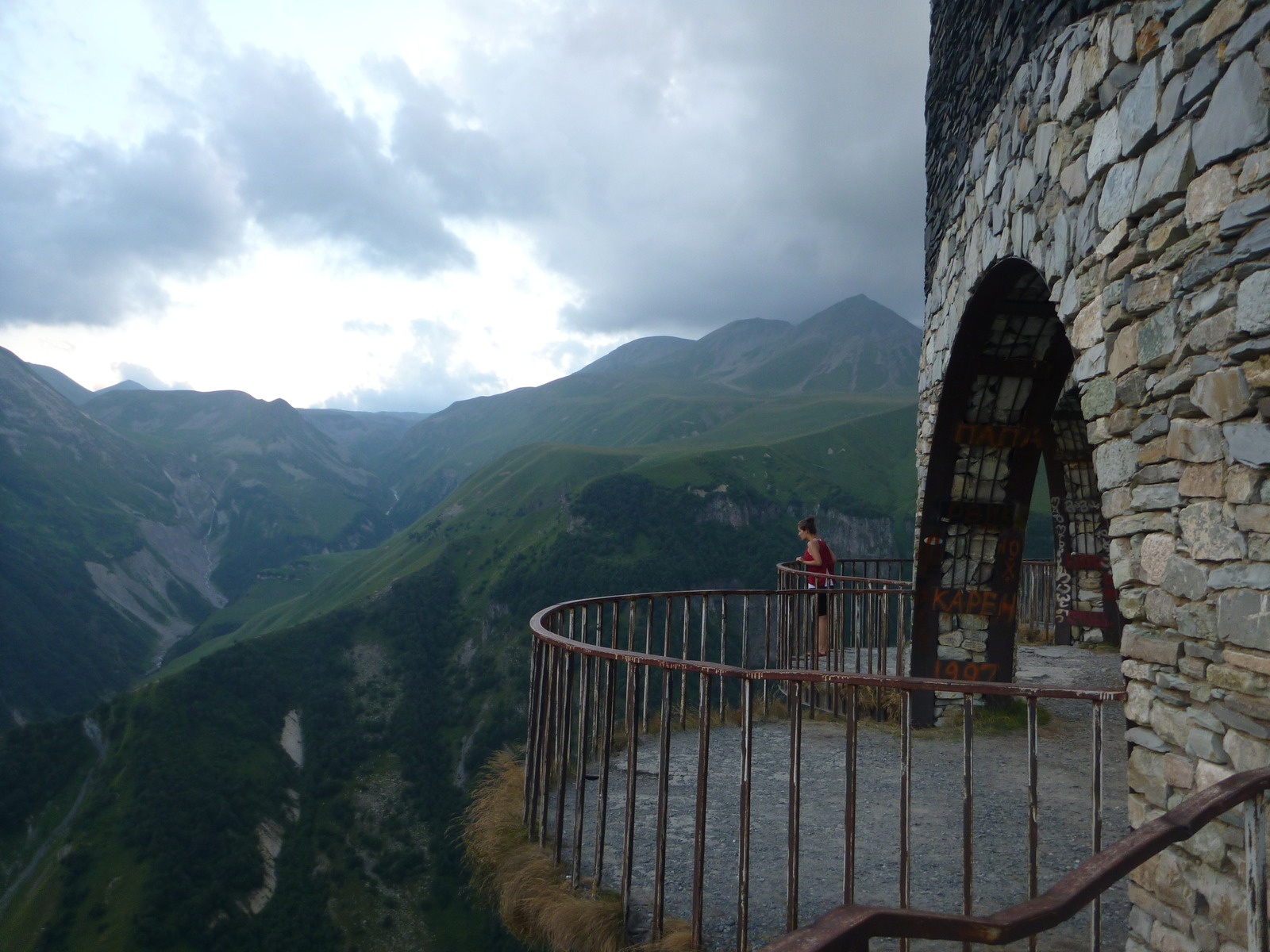
外観
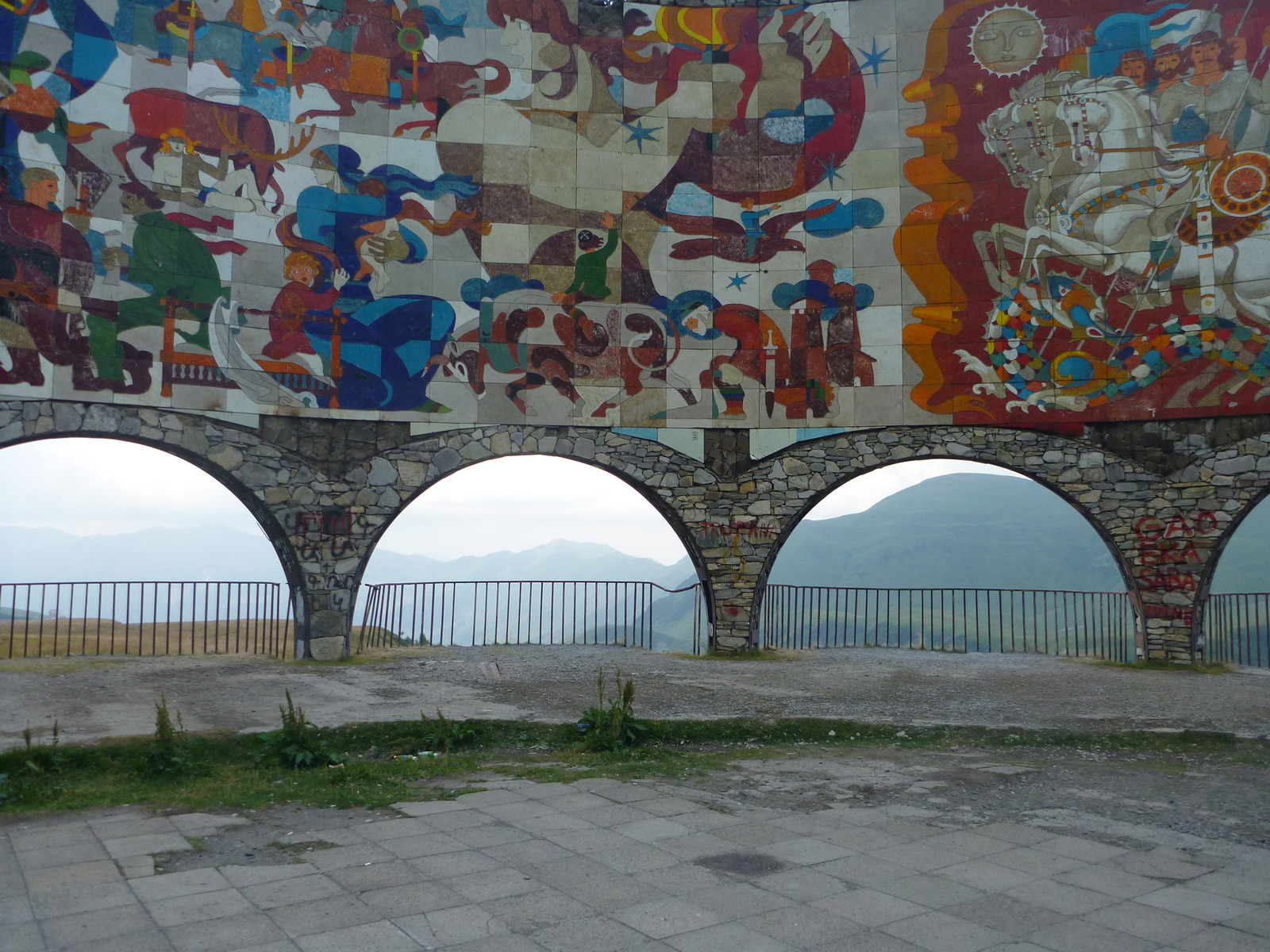
内側の様子
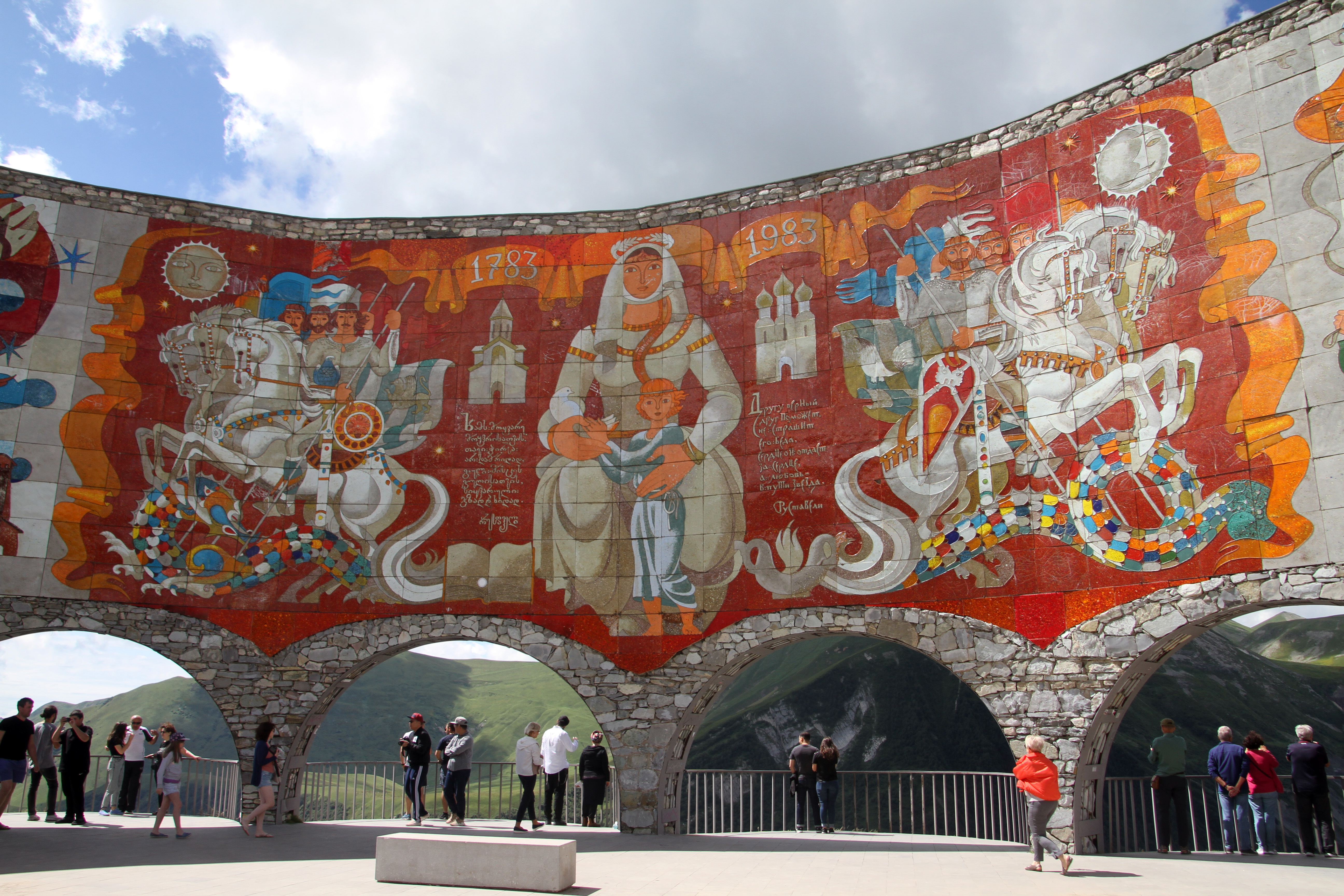
モニュメント内側のタイル壁画
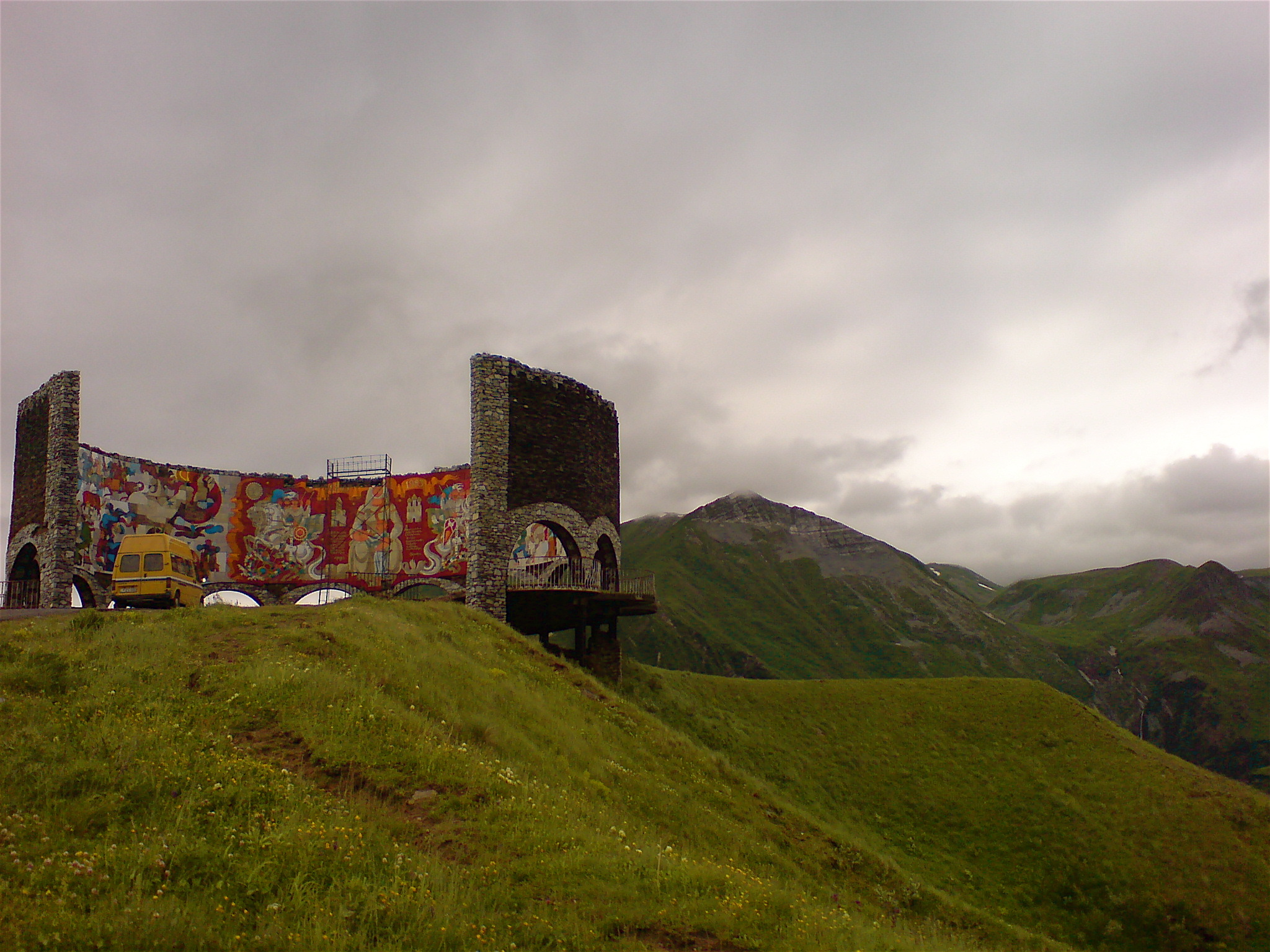
モニュメントの周囲
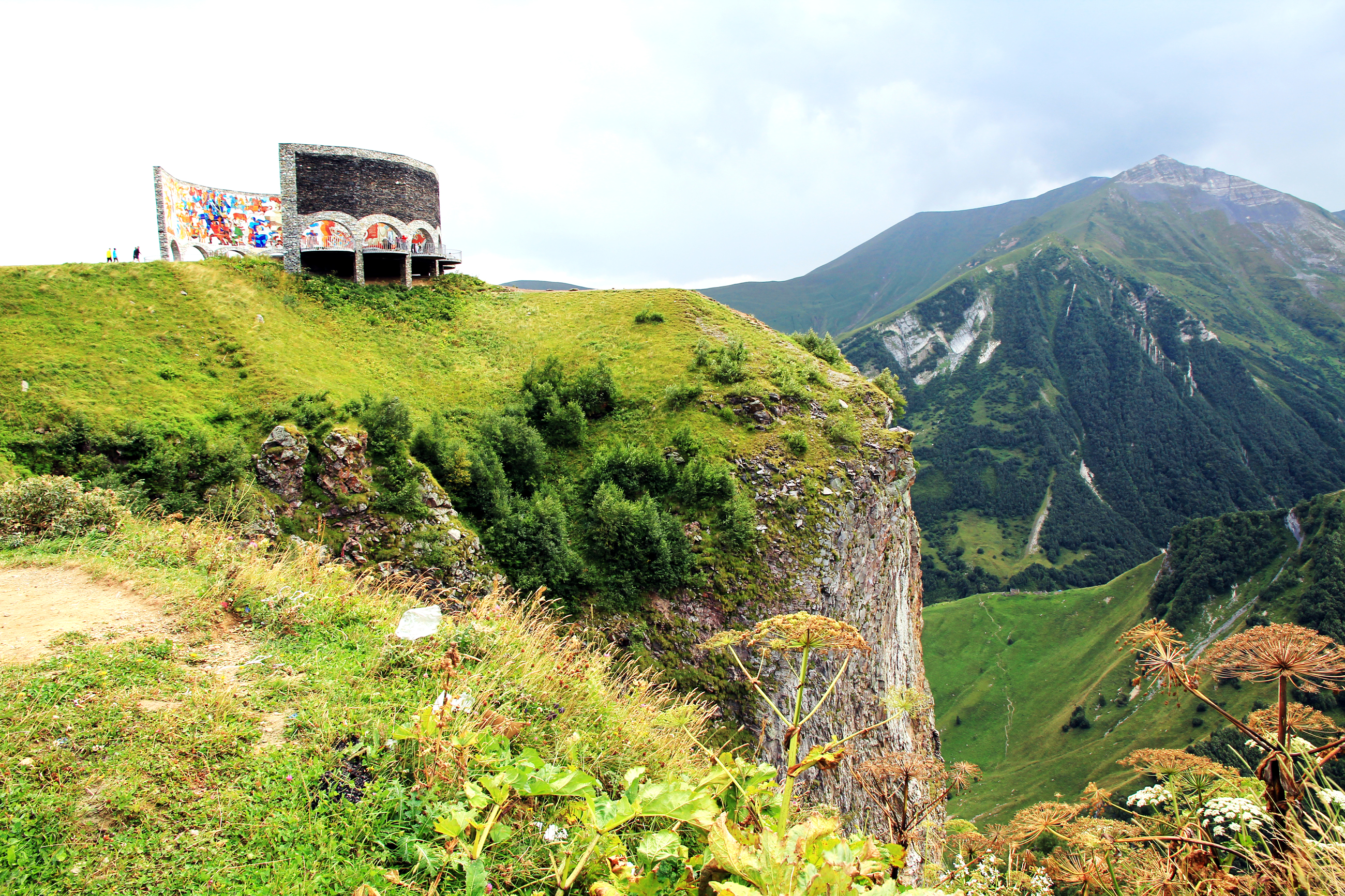
モニュメントと周囲の山々